# ۵۵۰ (قمری)
۵۵۰ (قمری)، پانصد و پنجاهمین سال در گاهشماری هجری قمری است. اول محرم این سال برابر با چهاردهم مارس سال ۱۱۵۵ میلادی است.

## وابسته
- بردسیر
- خجندیان